# Ragnar Tveiten
Ragnar Tveiten, né le 29 juillet 1937 à Veggli, est un biathlète norvégien.

## Biographie
Il participe aux Jeux olympiques d'hiver de 1964, 1968 et 1972, sans obtenir de podium et avec comme meilleur résultat une quatrième place en 1964 sur l'individuel. Il remporte ses succès principaux lors des Championnats du monde, où il récolte six médailles dans des relais, dont deux en or en 1966 et 1967.

## Palmarès

### Championnats du monde
- Championnats du monde 1966 à Garmisch-Partenkirchen (Allemagne de l'Ouest) :
  -  Médaille d'or au relais 4 × 7,5 km.
- Championnats du monde 1967 à Altenberg (Allemagne de l'Est) :
  -  Médaille d'or au relais 4 × 7,5 km.
- Championnats du monde 1969 à Zakopane (Pologne) :
  -  Médaille d'argent au relais 4 × 7,5 km.
- Championnats du monde 1970 à Östersund (Suède) :
  -  Médaille d'argent au relais 4 × 7,5 km.
- Championnats du monde 1971 à Hämeenlinna (Finlande) :
  -  Médaille d'argent au relais 4 × 7,5 km.
- Championnats du monde 1973 à Lake Placid (États-Unis) :
  -  Médaille d'argent au relais 4 × 7,5 km.